# Fremtiden er begyndt
Fremtiden er begyndt er en dansk dokumentarfilm fra 1998, der er instrueret af Lars Brydesen efter manuskript af Halfdan Muurholm.

## Handling
Er det muligt for mennesker i et højteknologisk samfund at leve som en del af naturgrundlaget uden at forkaste det moderne samfunds muligheder? Denne dokumentarfilm opsøger danske pionerer, der er kommet langt i bestræbelserne på at tilpasse deres livsstil et bæredygtigt samfund. Rundt omkring i landet bliver der eksperimenteret med sociale og økologiske livsprocesser. I det økologiske samfund i Torup, der ligner en mellemting mellem en middelalderby og Månebase Alpha, eksperimenteres der med forskellige lavenergiboliger. Udgården i Lading er andelsboliger med landbrug, og i Andelssamfundet i Hjortshøj stræber beboerne efter med tiden kun at arbejde fire timer om dagen, - med overskud til det gode liv.